# Лаюнен, Вилле
Ви́лле Ла́юнен (фин. Ville Lajunen; 8 марта 1988, Хельсинки, Финляндия) — финский хоккеист, защитник. Воспитанник клуба ЕКС. Брат — Яни Лаюнена.

## Карьера
Вилле Лаюнен начал свою профессиональную карьеру в 2006 году в составе клуба финской SM-liiga «Эспоо Блюз», выступая до этого за его фарм-клуб. В 2008 году Вилле впервые в своей карьере поднялся на пьедестал почёта финских первенств, завоевав серебряные награды SM-liiga. Два года спустя Лаюнен стал лучшим ассистентом среди защитников лиги, сделав 33 результативные передачи в 58 матчах. В сезоне 2010/11 Вилле вновь стал серебряным призёром SM-liiga, набрав 34 (10+24) очка в 78 проведённых матчах. Всего в составе «Эспоо» Лаюнен провёл 249 матчей, в которых он набрал 122 (28+94) очка.
18 ноября 2011 года Вилле подписал контракт с магнитогорским «Металлургом».
24 мая 2017 года подписал контракт с московским «Спартаком».
31 мая 2018 года Лаюнен перебрался в китайский Куньлунь Ред Стар.
2 мая 2019 года Лаюнен подписал контракт с Подольским Витязем.

### Международная
В составе сборной Финляндии Вилле Лаюнен принимал участие в молодёжном чемпионате мира 2008 года, на котором финны заняли только 6 место, а сам Лаюнен набрал 3 (0+3) очка в 6 проведённых матчах. В составе основной сборной Вилле был участником этапов Еврохоккейтура в сезонах 2010/11 и 2011/12. Всего на его счету 5 матчей за сборную страны.

### Достижения
- Серебряный призёр чемпионата Финляндии (2): 2008, 2011.
- Лучший ассистент-защитник чемпионата Финляндии 2010.

## Статистика
| Легенда | Легенда                    | Легенда | Легенда                   | Легенда | Легенда    |
| ------- | -------------------------- | ------- | ------------------------- | ------- | ---------- |
| И       | Количество проведённых игр | Штр     | Штрафное время            | +/−     | Плюс-минус |
| Г       | Голы                       | П       | Голевые передачи          | О       | Очки       |
| -       | Статистика неизвестна      | —       | Статистика не учитывалась |         |            |